# 鄺兆昌
鄺兆昌（1966年7月14日—），藝名，筆名羅青介、青介，是香港商業電台廣告部創作部前任總監，曾任職商業一台創作主管及著名DJ，也是作家、填詞人，曾出版多本散文集和小說，亦是一位天主教徒。他曾於電台節目中透露，曾就讀灣仔聖若瑟小學，並以母校為榮。

## 簡介
Wasabi於1990年加入香港商業電台廣告創作部擔任文案撰稿人（Copywriter）。他為了創作可與電台節目融合的商業廣告，參與為期三個月的DJ訓練班（同期同學包括黃偉文），以加深對電台節目製作的認識。修畢課程後，他繼續從事廣告創作工作。不久之後，商業二台創作總監及上司鄭丹瑞突然要求他於四日後主持一個小雜誌式節目，介紹其他電台節目主持並報導商業二台的活動。當時上司給予他一天時間撰寫計劃書及決定藝名，同事因為他喜歡吃山葵，從而建議他取藝名Wasabi（山葵的英文）。大約一個月後，其上司表示電台於早上六時至七時有空檔，讓他主持晨早音樂節目。後來Wasabi移民到加拿大，加入溫哥華中文電台（後稱加拿大中文電台）主持節目及從事廣告創作。他亦同時訓練新DJ，如蔡冕麗（Mini）。Wasabi其後回流香港，重返商業電台當節目監製（如《廢話小說》）並於1999年5月1日起主持節目《短期租約》至2021年11月28日。

## 曾主持節目
- 《短期租約》（1999年5月1日起於叱咤903首播，原為為期三個月的短期節目，但最終節目得以保留並維持至2021年11月28日，逢星期日晚上11時至深夜2時播出）[5]
- 《有誰共鳴》（2016年4月1日起接替離開商台的何利利主持此節目，現逢星期一至五早上6時至7時於叱咤903及同日晚上9時至10時於雷霆881播出）
- 《人人一一升一級》（已終止）（雷霆881逢星期日早上10時至11時）
- 《如果我是》
- 《離開十年 未會忘記 記得羅文紀念特集》（叱咤9032012年10月16日至20日凌晨1時至2時）
- 《浪奔浪流一聲笑》（雷霆881 2014年7月13日至2015年3月8日逢星期日晚上9時至10時）
- 《知飲知食》（2015年暑期限定節目，與何利利主持，雷霆881 2015年7月19日至2015年8月30日逢星期日下午2時至3時）

## 曾參與廣播劇
- 大衛營
- 七劍
- 黃金少年
- 如果讓我說下去
- 最好的時光　飾　彼得潘
- 歐陽志強　飾　Vince

## 作品

### 二房客系列
- 二房客1  給生活的情書
- 二房客2  童心看世界
- 二房客3  沒人接收的情話
- 二房客4  戀上成長期
- 二房客5  很想擁抱一個人
- 二房客6  暫停，開始過
- 二房客7  只要相信
- 二房客8  從悲哀走出來
- 二房客9  你的井口有多大
- 二房客10 只怕不再遇上

### 小說系列
- 還未學懂忘記
- 只能談情不能說愛
- 當花兒不哭了
- 只要你過得比我好
- 如果可以不愛你
- 來不及聽你說愛我
- 我是你一生中最該刪掉的記憶
- 說一聲我愛你
- 願我懂得珍惜你
- 不是因為愛我

### 心靈小說系列
- 如果讓我說下去
- 讓我在愛上你之前離開
- 還欠你半生幸福
- 甚麼天長怎樣地久
- 在櫻花落下時跟你走

### 幻。愛小說系列
- 一刻。一生

### 與心談心系列散文集
- 與心談心 1 不為甚麼...只為愛
- 與心談心 2 任意讓時光消逝
- 與心談心 3 就讓感覺重生
- 與心談心 4 是甚麼叫生活美好

### 青介的童話系列
- 快樂王子
- 賣火柴的女孩

### 歌詞

#### 1987年
- 《空心軀殼》 羅文

#### 1994年
- 《還未學懂忘記》 青介
- 《失落激情》 鍾文康/雷安娜

#### 1997年
- 《興波作浪（龍爭虎鬥）》 鄭伊健、Zen
- 《不需再會》（原名《沒說再會》） 許美靜
- 《是日忌嗌悶》 陳小春
- 《亂世巨星》 陳小春
- 《洛杉磯的心事》 熊天平
- 《單一的愛》 鄭伊健
- 《單身》 許美靜
- 《獨唱歌》 鄭伊健
- 《同一秒》 鄭伊健

#### 1998年
- 《舊店舖》 鄭伊健
- 《星閃閃》 許美靜
- 《無出息的漢子》 劉德華
- 《Summer Love》 鄭伊健
- 《Together Again》 車婉婉

#### 1999年
- 《我是我》 車婉婉
- 《洛杉磯的心事》 熊天平

#### 2000年
- 《Just You and I》 梁詠琪
- 《直腸直肚》 鄭伊健
- 《奇蹟》 車婉婉
- 《一生中一個你》 鄭伊健

#### 2001年
- 《彩色世界》 車婉婉
- 《多得自己》 車婉婉
- 《迷戀》 鄭伊健
- 《欠你一吻》 車婉婉
- 《為我鼓掌》 劉德華

#### 2002年
- 《你最了不起》 黎瑞恩
- 《復合》 關心妍

#### 2003年
- 《信》 郭富城

#### 2004年
- 《找我》 梁漢文
- 《零藉口》 方力申
- 《守護天使》 鄧健泓
- 《借一秒》 古巨基
- 《轉機》 吳日言

#### 2005年
- 《尋夢》 青介
- 《柯德莉的搖籃曲》 吳日言
- 《遲鈍》 吳日言/蕭潤邦(Oscar)
- 《夢放縱》 青介/蕭潤邦(Oscar)/吳日言
- 《禱告》 吳日言

#### 2006年
- 《不能不見》 張敬軒
- 《想聽》 陳奕迅

#### 2007年
- 《死蠢》 Rednoon
- 《我愛咖哩》 Rednoon
- 《Kiss Me Goodbye》 林珊珊

#### 2014年
- 《慣了吧》 鄭伊健

#### 2021年
- 《久天長地》 許廷鏗

### 獎項
2004年
- 商務印書館年度暢銷書第九位 <只能談情不能說愛>

2006年
- 香港教育城十本好讀 <來不及聽你說愛我>

2008年
- 第十九屆中學生好書龍虎榜第二位 <青介的童話之賣火柴的女孩>

2011年
- 第二十二屆中學生好書龍虎榜最受中學生喜愛十本好書 <讓我在愛上你之前離開>

### 專輯
- 《只能談情不能說愛》小說配樂概念唱片
- 《青介的童話之賣火柴的女孩》舞台劇原聲大碟

### 戲劇
- 青介的童話之〈賣火柴的女孩〉舞臺劇（演員、編劇、導演）
- One2Free〈來不及聽你說愛我〉手機劇場（編劇）
- 〈東京鐵塔──我的母親父親〉廣播劇（編劇）

### 廣告
- 麥當勞叔叔兒童之家 <義工篇>（導演）

## 與wasabi有關的東西
- 山葵：日本傳統食品
- 別名wasabi和青介名字的由來：因他喜愛空口吃wasabi的關係，所以改名為青介。

## 外部連結
- Wasabi個人網站 （页面存档备份，存于）
- Wasabi的著作
- Wasabi個人Instagram